# Grewia hierniana
Grewia hierniana är en malvaväxtart som beskrevs av Arthur Wallis Exell och Mendonca. Grewia hierniana ingår i släktet Grewia och familjen malvaväxter. Inga underarter finns listade i Catalogue of Life.